# Die Tautropfentagebücher
Die Tautropfentagebücher (Originaltitel Dew Drop diaries) ist eine US-amerikanische Animationsserie, die 2023 auf Netflix erstmals veröffentlicht wurde.

## Handlung
Die Serie erzählt von den drei, knapp 10 cm großen Feen, Eden, Phoebe und Athena.
Jede von ihnen lebt in einem Feenhaus auf den Balkonen von Familien in der Metropole The Big City.
Dabei ist es die Aufgabe der Feen, den Familien unbemerkt bei Kleinigkeiten im Alltag zu helfen.
Erfüllen sie diese Aufgaben erfolgreich, werden sie ihre eigenen Flügel erhalten.

## Synchronisation
Die deutschsprachige Synchronisation entstand bei der Deluxe Media GmbH nach dem Dialogbuch von Tina Säck und unter der Dialogregie von Manuela Eifrig.
| Rolle               | Originalsprecher | Deutscher Sprecher  |
| ------------------- | ---------------- | ------------------- |
| Eden                | Scarlett Estevez | Elena Zvirbulis     |
| Phoebe              | Sydney Mikayla   | Annalena Doss       |
| Athena              | ViviAnn Yee      | Liza Ohm            |
| Harper              | Spencer Moss     | Charlotte Martz     |
| Marcus Green        | Jakari Fraser    | Jarik Pöhls         |
| Dr. Tracy Ryan      | Zehra Fazal      | Manuela Eifrig      |
| Lola Cortez-Chang   | Olivia Daniels   | Lilly Riegelsberger |
| Cassie Cortez-Chang | Olivia Trujillo  | Malin Steffen       |
| Dylan Cortez-Chang  | Nick Kishiyama   | Benjamin Helbig     |
| Dr. Damon Green     | Reggie Watkins   | Jonas Minthe        |
| The Tooth Fairy     | Gisela Adisa     | Johanna Olbrich     |

## Episodenliste
Sämtliche Episoden der ersten Staffel erschienen sowohl in deutscher als auch in englischer Originalfassung auf Netflix am 24. Juli 2023. Die Laufzeit einer Episode beträgt 13 Minuten.

### Staffel 1
| Episode | deutscher Titel                  | englischer Titel         |
| 1       | Die Fußballschule                | The Cleat Without Feet   |
| 2       | Wahre Zauber                     | Real Magic               |
| 3       | Die Übernachtungsparty           | The Sleepover Save       |
| 4       | Das verfressener Staubmonster    | The Very Hungry Vacuum   |
| 5       | Der Bananenbrot-Dieb             | The Banana Bread Burglar |
| 6       | Suche nach Kapitän Miau-Miau     | Finding Meow Meow        |
| 7       | Fang die Drohne                  | Catch That Drone         |
| 8       | Die Zahnfee                      | The Fairy of the Teeth   |
| 9       | Baumprobleme                     | Tree Troubles            |
| 10      | Das fehlende Teil                | Missing Pieces           |
| 11      | Die Ticketspur                   | The Ticket Trail         |
| 12      | Der Alleinflug                   | Flying Solo              |
| 13      | Die Luftpost                     | Mailed Away              |
| 14      | Der Spielzeugtausch              | The Wandering Wand       |
| 15      | Der Glückspenny                  | Lucky Penny              |
| 16      | Hammys Ausflug                   | Hammy's Day Out          |
| 17      | Die Garnfee                      | The Yarn Fairy           |
| 18      | Die Streuselplanet-Muffins       | Bake It 'Til You Make It |
| 19      | Geheimnisvolle Geschehnisse      | Things That Go Bump      |
| 20      | Versteck dich wie ein Tautropfen | Hide Like a Dew Drop     |
| 21      | Die Hausarbeitsliste             | Chore Score              |
| 22      | Der Tautropfentausch             | Dew Drop Swap            |
| 23      | Ein volles Haus                  | Full House               |
| 24      | Der Geschenke-Express            | Gift Express             |
| 25      | Die Glitterfee                   | The Glitter Guide        |
| 26      | Die Keyboard-Katastrophe         | Piano Panic              |
| 27      | Der kinderfreie Tag              | Dew Drops' Day Off       |
| 28      | Die schlaflose Nacht             | Up All Night             |

### Staffel 2
Die zwölf Episoden der zweiten Staffel erschienen sowohl in deutscher als auch in englischer Originalfassung auf Netflix am 4. Dezember 2023. Die Laufzeit einer Episode beträgt meist 24 Minuten, wobei jede Episode aus zwei Teilen besteht.
| Episode | deutscher Titel                                        | englischer Titel                         |
| 1       | Der Dankbarkeitstag / Ein zusätzliches Paar Flügel     | Gratitude Day / Extra Set of Wings       |
| 2       | Der Feenkleber / Tautropfen-Vertrauen                  | Dew Glue / Dew Believer                  |
| 3       | Zeit für Veränderung / Das Treffen der Haustierfreunde | Tea Time's Up / Barks, Bath and Beyond   |
| 4       | Die geheime Zutat / Der Tautropfen-Film                | The Secret Ingredient / Delete That Dew  |
| 5       | Sehnsucht nach Markus / Die Babysitterin               | Missing Marcus / The Baby-Glitter's Club |
| 6       | Hammy hat Angst / Die vergessene Brotdose              | Hammy in the House / To Go Lunch         |
| 7       | Besuch von Willow / Der vergrabene Schatz              | The Fly-A-Long / Unburied Treasure       |
| 8       | Der Zahn muss raus / Die Tautropfen-Band               | Tooth on the Loose / That Thing You Dew  |
| 9       | Die verlorene Geburtstagseinladung / Die Ruhestörung   | Where the Party? / The Nosiest Night     |
| 10      | Raus aus dem Rucksack / Die Spielverabredung           | Escape the Backpack / Play Date          |
| 11      | Die Flugmaschine / Die Nestsuche                       | Flying High / Nest Sweet Nest            |
| 12      | Die neue Kraft / Der neue Tautropfen                   | Level Up / Reed and the Beanstalk        |